# Dreamtime (album The Cult)
Dreamtime – pierwsza płyta zespołu The Cult wydana w 1984 roku.

## Lista utworów
Opracowano na podstawie materiału źródłowego.
1. „Horse Nation” (Ian Astbury, Billy Duffy)
2. „Spiritwalker” (Ian Astbury, Billy Duffy)
3. „83rd Dream” (Ian Astbury, Billy Duffy)
4. „Butterflies” (Ian Astbury, Billy Duffy)
5. „Go West” (Ian Astbury, Billy Duffy)
6. „Gimmick” (Ian Astbury, Billy Duffy)
7. „A Flower in the Desert” (Ian Astbury, David Burroughs, Barry Jepson, Haq Nawaz Qureshi)
8. „Dreamtime” (Ian Astbury, Billy Duffy)
9. „Rider in the Snow” (Ian Astbury, Billy Duffy)
10. „Bad Medicine Waltz” (Ian Astbury, Billy Duffy)

## Twórcy
Opracowano na podstawie materiału źródłowego.
- Ian Astbury – śpiew
- Billy Duffy – gitara
- Jamie Stewart – gitara basowa
- Nigel Preston – perkusja